# John De Mansfield Absolon
John De Mansfield Absolon (Londra, 1843 – Perth, 8 maggio 1879) è stato un pittore inglese.

## Biografia
Figlio e omonimo del pittore John Absolon (De Mansfield era il cognome della madre, francese), lavorò su navi da carico internazionali. In Inghilterra sposò Sarah Bowles Habgood, figlia del commerciante ed imprenditore Robert Mace Habgood. Con la moglie si trasferì in Australia, dove fu impiegato alle dipendenze della compagnia dello suocero, che gestiva le miniere di piombo di Geraldton, oltre che spedizioni commerciali navali internazionali. La circostanza lo portò a dipingere, usando soprattutto l'acquerello, scene di vita navale e studi naturalistici caratterizzati da una notevole resa luministica e cromatica. Morì a Perth dopo una lunga malattia, a soli trentasei anni.